# Le Temps du voyage

Le Temps du voyage est un roman de science-fiction de Roland C. Wagner publié en 2005.

## Synopsis
En ce lointain futur, l'humanité a colonisé une centaine de planètes, les plus lointaines nécessitant un voyage en hibernation de près de quatre cent années. Toutefois, à l'exception de la première d'entre elles, la planète de Barnard proche de l'étoile du même nom, aucune n'est réellement autonome. Sans le soutien de la Terre et les précieux produits manufacturés que celle-ci leur envoie régulièrement, toutes ces colonies retourneraient rapidement à la sauvagerie.
Depuis quelque temps, l'autorité dirigeante du système solaire, les Porteurs de qualité, a été alertée de surprenants progrès technologiques sur des colonies éloignées. Ab Skhy est envoyé pour enquêter sur ces faits sur la planète Sanfran, située à une distance de cinquante années de voyage. Il découvre vite qu'un groupe appelé les Charlatans serait responsable de ces progrès. Arrivés d'on ne sait où il y a une centaine d'années, ces Charlatans pourraient bien être d'origine extraterrestre.